# Marion Zimmer Bradley
Pour les articles homonymes, voir Zimmer et Bradley.
Œuvres principales
- La Romance de Ténébreuse
- Cycle d'Avalon

Marion Zimmer Bradley, née le 3 juin 1930 à Albany dans l'État de New York et morte le 25 septembre 1999 à Berkeley en Californie, est une autrice américaine de fantasy et de science-fiction, son œuvre se situant souvent à la limite des deux genres (science fantasy ou space fantasy).
Ses romans sont empreints d'un certain féminisme. Elle a aussi encouragé, à travers l'anthologie Sword and Sorceress qu'elle dirigeait, l'émergence de nouveaux auteurs tels que Mercedes Lackey. Encourageant plus particulièrement de jeunes femmes autrices, elle inclut aussi des hommes dans ses anthologies.
En 2014, quinze ans après sa mort, ses enfants l'accusent de pédophilie ainsi que d'avoir couvert les crimes de son mari, condamné pour des faits similaires.

## Biographie
Marion Zimmer Bradley naît à Albany (État de New York) en 1930 et commence à écrire très jeune, dès 1949. Elle vend sa première nouvelle en 1952 au magazine Vortex. En 1949, elle épouse Robert Alden Bradley, dont elle divorce en 1964. Moins d'un mois après cet événement, elle se marie avec un numismate renommé, Walter Breen, (1928-1993, décédé en prison) auteur, sous le pseudonyme de J.Z. Eglington, d’un ouvrage savant sur la pédérastie (Greek Love, Oliver Layton Press, 1964) et cofondateur avec un autre numismate réputé, Robert Bashlow, de l’International Journal on Greek Love (2 numéros seulement). Le couple se sépare en 1979, mais ne divorce officiellement qu'en 1990.
Après avoir souffert de problèmes de santé pendant plusieurs années, Marion Zimmer Bradley s'est éteinte le 25 septembre 1999 des suites d'un infarctus du myocarde.

## Accusations de pédophilie
En 2014, Marion Zimmer Bradley a été accusée de pédophilie par sa fille, Moira Greyland, affirmant qu'elle avait été victime de sa mère et de son père, Walter Breen, de l'âge de 3 ans jusqu'à 12 ans.
Dans un email au journal anglais The Guardian, Moira Greyland expliquait pourquoi elle n'en avait jamais parlé auparavant :
« Je pensais que les fans de ma mère m'en voudraient d'avoir dit quoi que ce soit contre quelqu'un qui défend les droits des femmes et qui fait que beaucoup d'entre elles portent un regard différent sur elles-mêmes et sur leur existence. Je ne voulais faire de mal à personne qu'elle avait aidé, alors j'ai juste gardé le silence. »
Moira Greyland a ajouté qu'elle n'avait pas été la seule victime de Marion Zimmer Bradley et de son mari. Condamné à plusieurs reprises,,, celui-ci est finalement mort en prison.
D'après ses déclarations Marion Zimmer Bradley était parfaitement au courant des crimes de son mari, y compris avant leur mariage. Non contente d'avoir pris sa défense, elle justifiait leurs activités de pédophilie comme étant la norme naturelle dont la société forcerait les gens à s'éloigner.
Moira Greyland et son frère Mark Greyland ont par la suite continué à détailler leurs accusations,.

## Carrière littéraire
Marion Zimmer Bradley a eu une grande influence sur toute une génération d'auteurs et de lecteurs aussi bien dans le domaine de la fantasy que de la science-fiction. Ses romans sont souvent construits autour de portraits d'héroïnes non conformistes eu égard aux standards de la société dans laquelle elles vivent.
Une de ses créations les plus connues est le cycle de Ténébreuse (Darkover). Ce cycle se rattache à la fantasy tout en incluant toutefois de nombreux éléments typiques de la science-fiction. Le cycle reçut un accueil très positif qui conduisit à la création de l'association des Amis de Ténébreuse (The Friends of Darkover) dans les années 1970. Ce groupe publia à partir de 1975 une lettre d'information (The Darkover Newsletter) qui se transforma en 1977 en un fanzine intitulé Starstone. Marion Zimmer Bradley encouragea la publication dans ce fanzine de nouvelles se déroulant sur Ténébreuse écrites par des fans, le plus souvent novices en la matière. À l'initiative du fondateur des éditions DAW, Donald Wollheim, elle rassembla les meilleures nouvelles dans une anthologie intitulée The Keeper's Price, parue en 1980. Le succès de ce premier volume motiva la réalisation de 11 autres anthologies sur le même thème. En 1992, Marion Zimmer Bradley décida cependant d'interdire formellement l'écriture d'œuvres de fiction dans l'univers de Ténébreuse à la suite d'un désaccord avec l'auteur d'une nouvelle inédite. Depuis cette reprise en main de l'univers de Ténébreuse, celui-ci a eu une vie mouvementée. Marion Zimmer Bradley a d'abord écrit en 1994, dans la préface de Snows of Darkover, la dernière anthologie sur Ténébreuse, que Mercedes Lackey était l'héritière de Ténébreuse, officialisant la situation créée par la publication en 1993 de Redécouverte, œuvre écrite à deux mains. Les trois romans suivants furent cependant coécrits avec Adrienne Martine-Barnes. La situation en 2005 semble clarifiée, puisque les trois derniers romans se déroulant sur Ténébreuse ont été écrits par Deborah J. Ross d'après les ébauches et les notes de Marion Zimmer Bradley. Une nouvelle trilogie est en cours d'écriture par Deborah J. Ross qui semble donc l'héritière officielle de l'univers de Ténébreuse.
Marion Zimmer Bradley est aussi très connue pour le Cycle d'Avalon, réécriture du mythe de Camelot du point de vue de la fée Morgane et de la reine Guenièvre.
Marion Zimmer Bradley a utilisé plusieurs noms de plume tels Morgan Ives, Miriam Gardner, John Dexter (utilisé par de multiples auteurs) et Lee Chapman, pour écrire des romans ayant pour personnages centraux des homosexuels ou des lesbiennes et qui, bien qu'apparaissant relativement anodins de nos jours, étaient considérés comme de la pornographie dans les années 1960.
En 1966 Marion Zimmer Bradley fonde la Society for Creative Anachronism.
Depuis sa mort, les droits de l'œuvre complète de Marion Zimmer Bradley sont gérés par une fondation créée à cet effet, le Marion Zimmer Bradley Literary Works Trust.

## Œuvres

### Ténébreuse
Un vaisseau terrien perdu s'écrase sur une planète au climat très rude et hostile où habitent quelques mystérieuses créatures. L'équipage s'installe et fonde ce qui deviendra, plusieurs millénaires plus tard, une société féodale dirigée par les Comyn aux cheveux roux, ensemble de familles se prétendant issues d'un ancêtre commun et ayant hérité de pouvoirs parapsychiques développés par les matrices, des cristaux locaux amplifiant les pouvoirs parapsychiques. Le peuple de Ténébreuse, ainsi nommée par les premiers colons, a oublié ses origines terriennes… mais le passé les rattrape sous la forme d'une puissance galactique terrienne qui redécouvre la planète et doit cohabiter avec les habitants.
Par ordre chronologique de l'histoire contée :
1. La Planète aux vents de folie ((en) Darkover Landfall, 1972)
2. Reine des orages ((en) Stormqueen!, 1978)
3. (en) Thunderlord, 2016posthume, écrit par Deborah J. Ross d'après les ébauches et les notes de l'auteur
4. La Belle Fauconnière ((en) Hawkmistress!, 1982)
5. (en) The Fall of Neskaya, 2001posthume, écrit par Deborah J. Ross d'après les ébauches et les notes de l'auteur
6. (en) Zandru's Forge, 2003posthume, écrit par Deborah J. Ross d'après les ébauches et les notes de l'auteur
7. (en) A Flame in Hali, 2004posthume, écrit par Deborah J. Ross d'après les ébauches et les notes de l'auteur
8. Le Loup des Kilghard ((en) Two to Conquer, 1980)
9. Les Héritiers d'Hammerfell ((en) The Heirs to Hammerfell, 1989)
10. Redécouverte ((en) Rediscovery, 1993)Écrit avec Mercedes Lackey.
11. La Chaîne brisée ((en) The Shattered Chain, 1976) - Super-Fiction no 37, 1979
12. La Maison des Amazones ((en) Thendara House, 1983)
13. La Cité Mirage ((en) City of Sorcery, 1984)
14. L'Épée enchantée ((en) The Spell Sword, 1974)
15. La Tour interdite ((en) The Forbidden Tower, 1977)
16. L'Étoile du danger ((en) Star of Danger, 1965)
17. Soleil sanglant ((en) Bloody Sun, 1964)
18. La Captive aux cheveux de feu ((en) Winds of Darkover, 1970)
19. L'Héritage d'Hastur ((en) The Heritage of Hastur, 1975)
20. L'Exil de Sharra ((en) Sharra's Exile, 1981)
21. Projet Jason ((en) The Planet Savers, 1962)
22. Les Casseurs de mondes ((en) The World Wreckers, 1971)
23. (en) Hastur Lord, 2010posthume, écrit par Deborah J. Ross d'après les ébauches et les notes de l'auteur
24. La Chanson de l'exil ((en) Exile's Song, 1996)Écrit avec Adrienne Martine-Barnes.
25. La Matrice fantôme ((en) The Shadow Matrix, 1997)Écrit avec Adrienne Martine-Barnes.
26. Le Soleil du traître ((en) Traitor's Sun, 1999)Écrit avec Adrienne Martine-Barnes.
27. (en) The Alton Gift, 2007posthume, écrit par Deborah J. Ross d'après les ébauches et les notes de l'auteur
28. (en) The Children of Kings, 2013posthume, écrit par Deborah J. Ross d'après les ébauches et les notes de l'auteur
29. (en) The Laran Gambit, 2022posthume, écrit par Deborah J. Ross d'après les ébauches et les notes de l'auteur

### Cycle d'Avalon
Le cycle d'Avalon est né avec le roman The Mists of Avalon, une réécriture du mythe arthurien du point de vue des femmes qui jouent un rôle majeur dans la légende et plus particulièrement de celui de la fée Morgane. Le succès de l'œuvre fondatrice incita Marion Zimmer Bradley à étoffer l'univers d'Avalon dans d'autres romans, série reprise à la mort de l'auteur par sa collaboratrice Diana L. Paxson. The Mists of Avalon a aussi été adapté en 2001 pour la télévision sous la forme d'une mini-série pour la chaîne américaine TNT.
Malheureusement pour le lecteur francophone, The Mists of Avalon a été dans un premier temps adapté en français, plutôt que traduit, par les éditions Pygmalion. Les deux tomes de l'adaptation comptent moins de 850 pages au format poche, contre plus de 1000 en version originale, dans une fonte de corps plus petite. De grosses parties du texte d'origine ont disparu de la version française. On constate par exemple que la dernière partie du chapitre 2 de la version anglaise n'apparaît pas à la fin du chapitre correspondant de l'édition française (chapitre 1 des Dames du lac). Ce morceau manquant s'étale sur une page et apporte de nombreux compléments sur l'aspect politique de l'intrigue. Ce schéma se répète régulièrement, alors que certains passages sont complètement réécrits en français, plutôt que traduits.
 Une nouvelle traduction (Pygmalion 978-2756419640) regroupe les deux tomes en un seul livre.
Il en va de même pour The Forest House. Cela est très regrettable car l'adaptation fait fi de nombreux détails permettant de cerner la personnalité des personnages principaux.
Par ordre chronologique des événements :
1. La Chute d'Atlantis ((en) The Fall of Atlantis, 1987)
2. Les Ancêtres d'Avalon ((en) Ancestors of Avalon, 2004)Posthume, écrit par Diana L. Paxson d'après les notes de l'auteur
3. (en) Sword of Avalon, 2009Posthume, écrit par Diana L. Paxson
4. (en) Ravens of Avalon, 2007Posthume, écrit par Diana L. Paxson d'après les notes de l'auteur
5. La Colline du dernier adieu ((en) The Forest House, 1994)
6. Le Secret d'Avalon ((en) Lady of Avalon, 1997)
7. La Prêtresse d'Avalon ((en) Priestess of Avalon, 2000)Écrit avec Diana L. Paxson.
8. Les Dames du lac, Pygmalion, 2016 ((en) The Mists of Avalon, 1983), trad. Brigitte Chabrol  (ISBN 978-2-7564-1964-0)Initialement traduit et adapté en deux tomes
  1. Les Dames du lac, Pygmalion, 1986, trad. Brigitte Chabrol  (ISBN 2-85704-201-9)
  2. Les Brumes d'Avalon, Pygmalion, 1987, trad. Brigitte Chabrol  (ISBN 2-85704-224-8)

Les deux premières parties du Secret d'Avalon se déroulent avant les événements de La Prêtresse d'Avalon, alors que la troisième partie leur est postérieure.

### Trillium
1. Les Trois Amazones ((en) Black Trillium, 1990)Écrit avec Andre Norton et Julian May.
2. Le Talisman écarlate ((en) Blood Trillium, 1992)Écrit avec Julian May.
3. Le Trillium d'or ((en) Golden Trillium, 1994)Écrit avec Andre Norton. Réédition sous le titre La Fleur d'or, 2009
4. La Dame du trillium ((en) Lady of the Trillium, 1995)Réédition sous le titre La Dame blanche, 2009
5. Le Trillium céleste ((en) Sky Trillium, 1995)Écrit avec Julian May. Réédition sous le titre La Guilde de l'étoile, 2009

### Unité
1. Chasse sur la lune rouge ((en) Hunters of the Red Moon, 1973)
2. Les Survivants ((en) The S, 1979)Écrit avec Paul Zimmer.
3. Les Ruines d'Isis ((en) The Ruins of Isis, 1979)

### Les Pouvoirs perdus
1. En Glenravenne ((en) Glenraven, 1995)Écrit avec Holly Lisle. aussi publié sous le titre de Glenravenne
2. La Faille entre les mondes ((en) The Rift, 1998)Écrit avec Holly Lisle.

### Romans de lumière
Ce cycle fantastique doit son unité au retour des personnages de magiciens comme Colin McLaren (qui n'a le rôle principal que dans le dernier roman, lequel unifie l'ensemble) ou Vérité Jourdemayne.
1. Adagio pour une ombre ((en) The Inheritor, 1984)
2. Sara, Pocket, coll. « Terreur » no 9102, 1993 ((en) Witch Hill, 1990)
3. Fantôme de lumière ((en) Ghostlight, 1995)
4. Sorcière de lumière ((en) Witchlight, 1996)
5. Tombe de lumière ((en) Gravelight, 1997)
6. Cœur de lumière ((en) Heartlight, 1998)Écrit avec Rosemary Edghill.

### Romans indépendants
- Le château des tempêtes ((en) Castle Terror, 1965)
- Souvenir de Monique ((en) Souvenir of Monique, 1967)
- Adieu planètes ! - Futurama N°23, 1979 ((en) Endless Voyage, 1975)
- (en) Catch Trap, 1979
- La Gladiatrice ((en) Warrior Woman, 1985)
- La Trahison des dieux, Pygmalion, 1989 ((en) The Firebrand, 1987)Réédition sous le titre Troie ou la trahison des dieux, Le Livre de poche, 2004
- Tigre, Feu et Flamme ((en) Tiger Burning Bright, 1995)Écrit avec Mercedes Lackey et Andre Norton.
- La Maison entre les mondes ((en) The House Between the Worlds, 1981)
- La Princesse de la nuit ((en) Night's Daughter, 1985)
- La Princesse au Dragon ((en) The Gratitude of Kings, 1997)

### Recueils de nouvelles
- Marée montante, 1987
- Les Voix de l'espace, 1994

### Nouvelles
- Docteur es crimes ((en) The Crime Therapist)
- La Ru'had ((en) Centaurus Changeling, 1954)
- La Vague montante ((en) The Climbing Wave, 1955)
- Oiseaux de proie ((en) Birds of Prey, 1957)
- Tu engendreras dans la douleur ((en) Another Rib, 1963)
- Le Joyau d'Arwen ((en) The Jewel of Arwen, 1974)
- Main verte ((en) Green Thumb, 1978)
- Espace vital ((en) Elbow Room, 1980)
- Le Fils du maître fauconnier ((en) The Hawk-Master's Son, 1980)dans L'Alliance
- Le Prix de la gardienne ((en) The Keeper's Price, 1980)Écrit avec Elisabeth Waters. dans L'empire débarque
- L'Épée du Chaos ((en) A Sword of Chaos, 1982)dans Les Cent Royaumes
- La Leçon de l'auberge ((en) The Lesson of the Inn, 1982)dans L'empire débarque
- Hurle ma sirène ((en) Sea Wrack, 1985)
- Couteaux ((en) Knives, 1985)dans Les Amazones libres
- La Légende de Dame Bruna ((en) The Legend of Lady Bruna, 1985)Le Cycle des légendes
- Le parjure ((en) Oathbreaker, 1987)dans L'Alliance
- L'ombre ((en) The Shadow, 1987)dans L'Alliance
- Les Chiens ((en) Bitch, 1987)
- La Fiancée vendue ((en) Bride Price, 1987)dans Les Amazones libres
- Tout, sauf la liberté ((en) Everything But Freedom, 1987)dans Les Amazones libres
- La Ballade d'Hastur et de Cassilda ((en) The Ballad of Hastur and Cassilda, 1987)dans Le Cycle des légendes
- Un homme impulsif ((en) Man of Impulse, 1988)dans L'Alliance
- Règlement intérieur ((en) House Tules, 1988)dans Les Amazones libres
- Piège de feu ((en) Firetrap, 1990)Écrit avec Elisabeth Waters. dans Les Amazones libres
- La Querelle ((en) Amazon Fragment, 1991)dans Les Amazones Libres
- Respecter le serment ((en) To Keep the Oath, 1993)dans Les Amazones libres
- Le Retour d'Hilary ((en) Hilary's Homecoming, 1993)dans L'empire débarque
- Le Mariage d'Hilary ((en) Hilary's Wedding, 1993)dans L'empire débarque
- Parole d'Hastur ((en) The Word of a Hastur, 1994)dans Les Cent Royaumes